# 大崎村 (新潟県中頸城郡)
大崎村（おおさきむら）は、かつて新潟県中頸城郡にあった村。

## 沿革
- 1889年（明治22年）4月1日 - 町村制施行に伴い中頸城郡中川村、石塚村、新井村、西稲塚新田、小出雲村が合併し、大崎村が発足。
- 1890年（明治23年）6月27日 - 大崎村から大字新井・小出雲が分離し、それぞれ村制施行し、中頸城郡新井村、小出雲村が発足。
- 1901年（明治34年）11月1日 - 中頸城郡新井町、小出雲村と合併し、新井町を新設して消滅。